# Vindafjord
Vindafjord este o comună din provincia Rogaland, Norvegia.
Are o suprafață de 620,59 km². Populația este de 8.844 locuitori, determinată în 1 ianuarie 2023, prin Folkeregisteret[*].

## Personalități născute aici
- Jens Hundseid (1883 - 1965), politician, fost premier.